# Hämeenkoski
Hämeenkoski (tidigare: Koskis Tav. L., finska: Koski Hl) var en kommun i landskapet Päijänne-Tavastland i Finland. Hämeenkoski hade 2 107 invånare den 31 december 2015. Den 1 januari 2016 slogs kommunen ihop med Hollola kommun.
Hämeenkoski är enspråkigt finskt.

## Namn
Före 1 januari 1995 hette kommunen på svenska Koskis och på finska Koski Hl, men namnet ändrades nämnda datum till Hämeenkoski.

## Historia
Koskis förvaltningssocken tillkom under början av 1400-talet men kapellet som låg under Lampis nämns första gången år 1540. Stenkyrkans ålder anger att kapellet kan dateras till slutet av 1400-talet. Från 1870 utgjorde Koskis en egen församling.
Den gamla kyrkan förvandlades till ruiner efter en tids förfall efter den stora ofreden, då ryssarna använde kyrkobyggnaden som stall. Vid ruinen finns en offerkälla, Suuri Ämmänlähde. En ny kyrka uppfördes 1867-70.
Kurjala herrgård nämns redan på 1400-talet; från 1500-talet tillhörde gården släkten Tavast, från 1700-talet kom den i släkten von Essens ägo genom gifte.

## Politik

### Mandatfördelning i Hämeenkoski kommun, valen 1976–2012
| 1 | 5 | 1 | 7 | 7 |

| 5 | 1 | 7 | 1 | 7 |

| 5 | 1 | 8 | 7 |

| 5 | 1 | 8 | 7 |

| 1 | 5 | 7 | 8 |

| 1 | 5 | 7 | 8 |

| 1 | 3 | 9 | 8 |

| 1 | 3 | 7 | 10 |

| 14 | 7 |

| 1 | 4 | 8 | 8 |

| 14 | 7 |

| 4 | 2 | 8 | 7 |

| 11 | 10 |